# Куклен театър (Габрово)
Кукленият театър в Габрово е открит официално 1956 година като постоянен куклен театър при Регионална библиотека „Априлов - Палаузов“, а от 1971 година е Държавен куклен театър.

## История
Габровци претендират да са създатели на първия куклен театър в България. През 1890-те години ножарят Нено Милчев от Нова махала започва да разиграва на дървено сандъче две самоделни парцалени кукли – Рачо и Дешка. През следващите десетилетия по сборовете се появяват и други кукловоди.
През ноември 1956 г. в големия салон на девическия пансион при Девически манастир „Свето Благовещение“ в Габрово е открит постоянен куклен театър към регионалната библиотека. През 1971 г. театърът става държавен.
На 20 май 1979 г. тържествено е открита построената за него просторна зала с удобна сцена. Същия ден до нея е открита и детска сладкарница „Рачо и Дешка“ с 80 места, оборудвана специално за децата с ниски масички и столове. Там се провеждат всяка седмица забавни програми. Сладкарничката вече не съществува.